# Bugatti

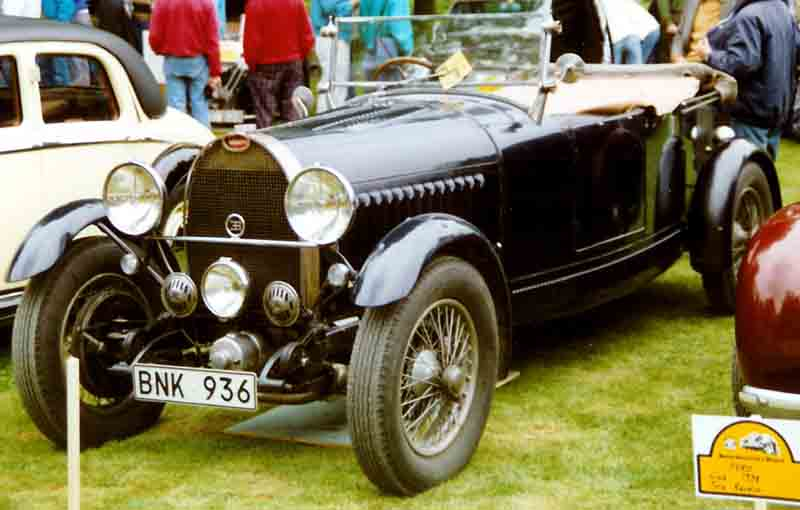
Bugatti Type 30

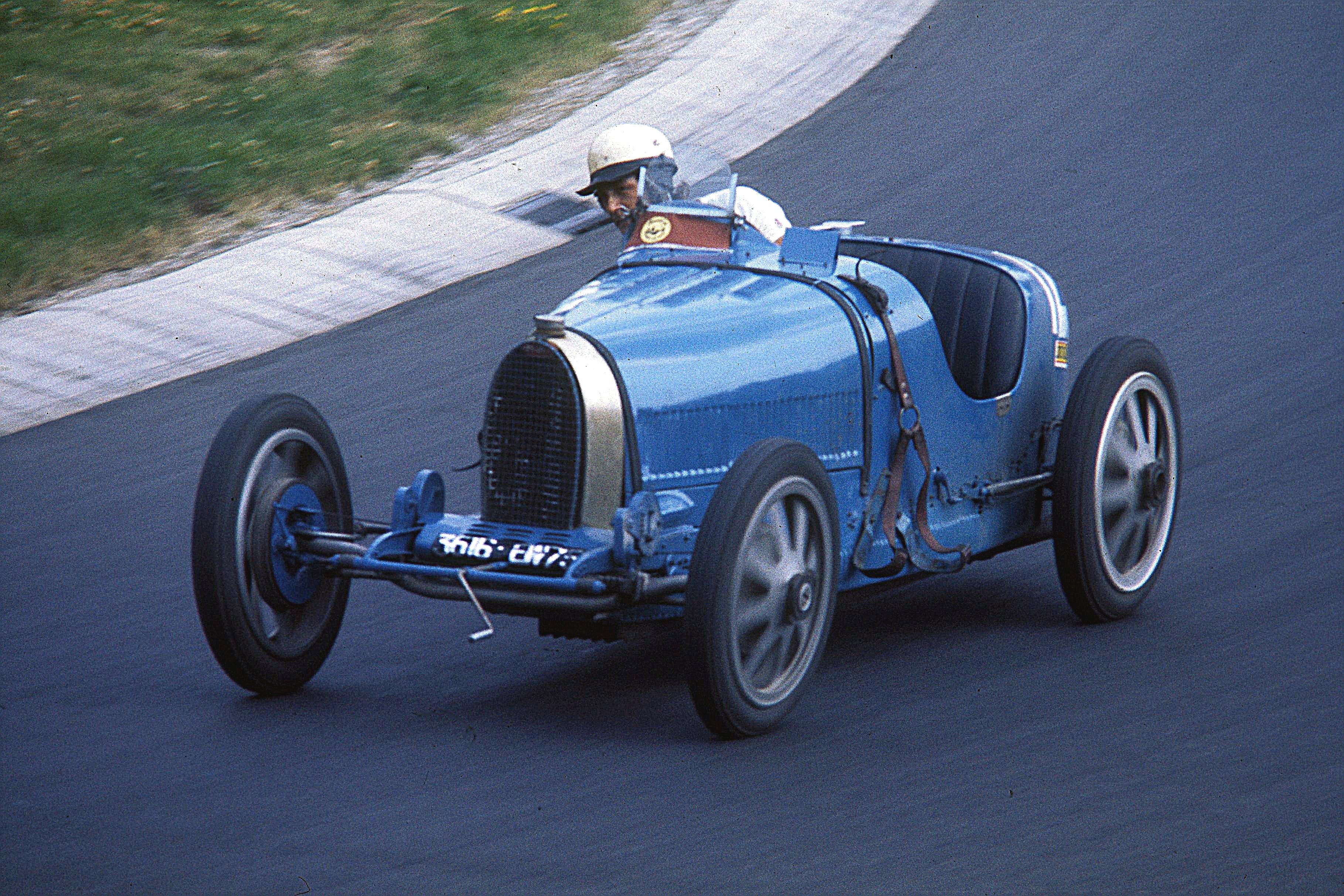
Bugatti Type 35

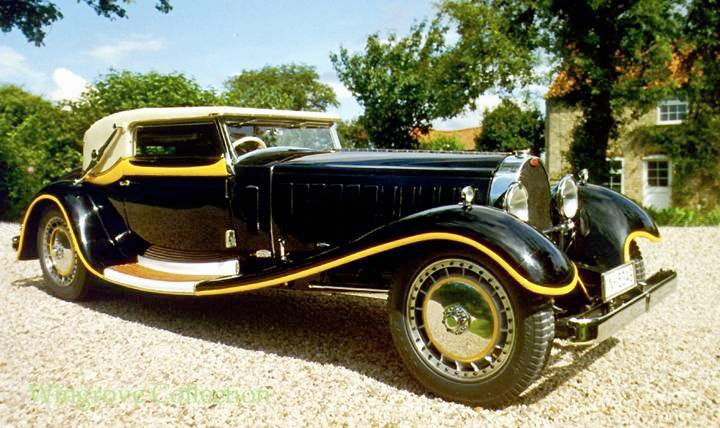
Bugatti Royale

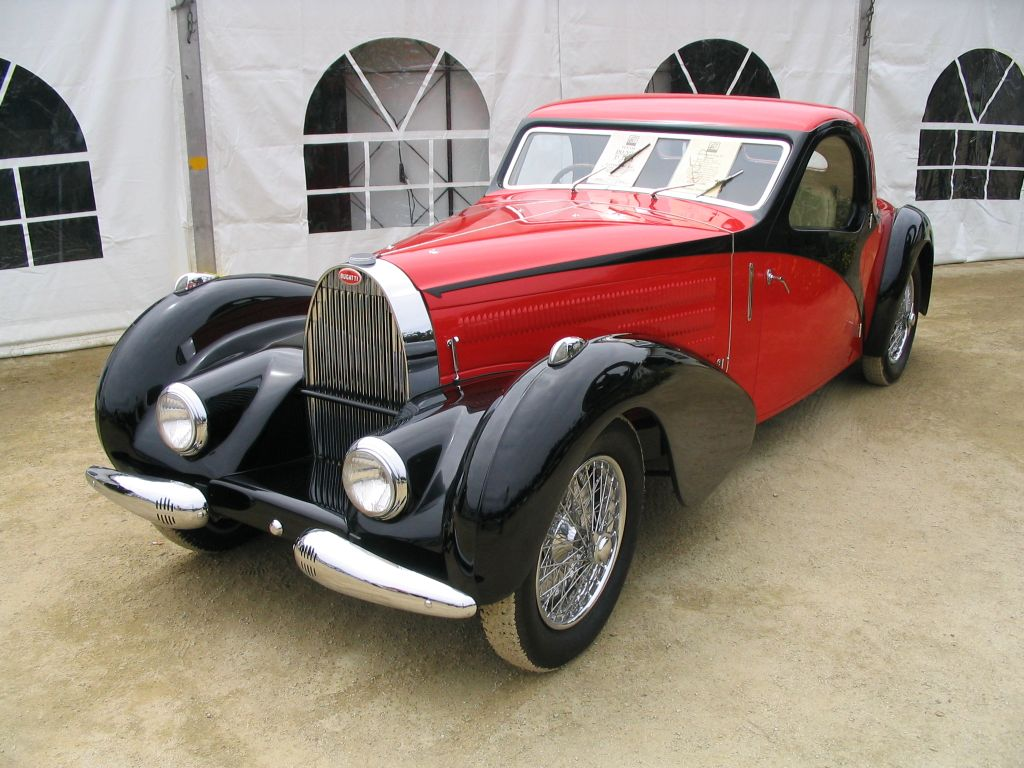
Bugatti Type 57

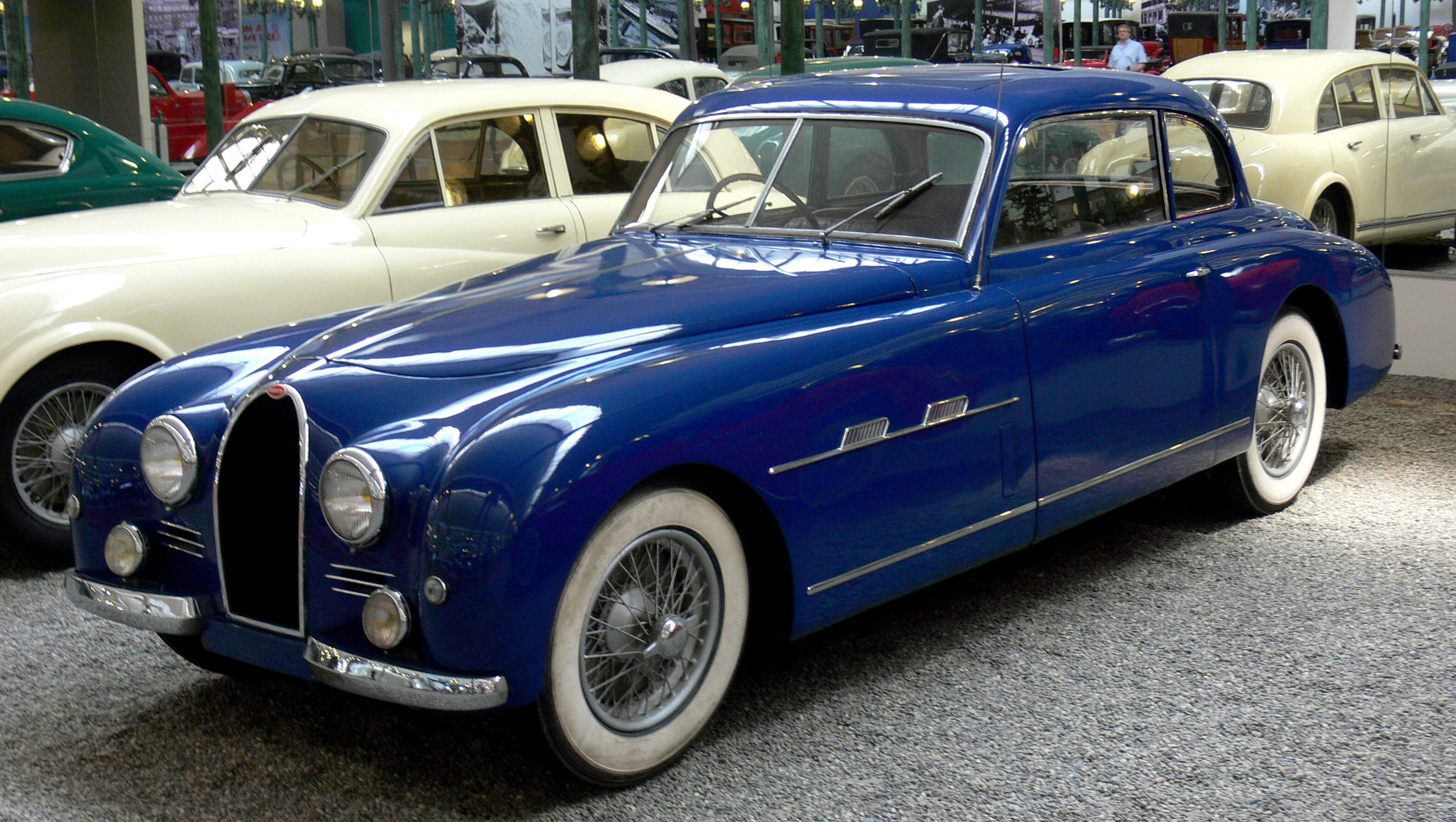
Bugatti Type 101

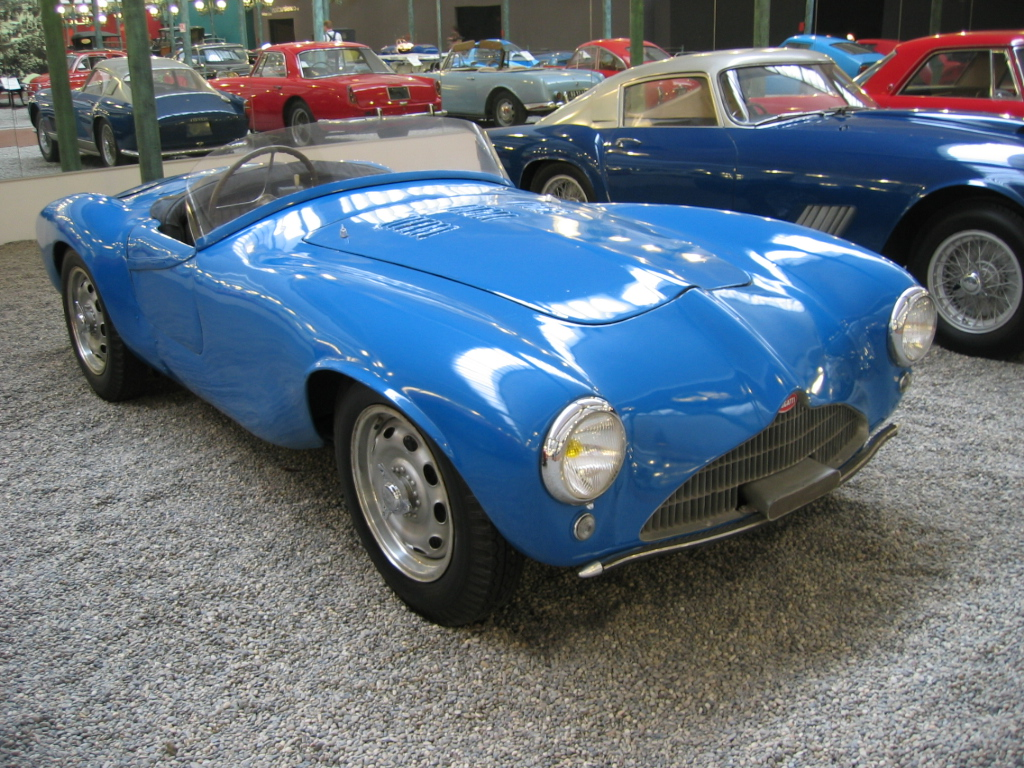
Bugatti Type 252 Prototype

Automobiles Ettore Bugatti – dawny niemiecki, a następnie francuski producent samochodów sportowych i wyścigowych z siedzibą w Molsheim działający w latach 1909–1963.

## Historia

### Początki i sukcesy
Przedsiębiorstwo Bugatti założył Ettore Bugatti. Urodził się w Mediolanie jako potomek włoskiej rodziny artystycznej. Osiadł w mieście Molsheim w Alzacji, gdzie poświęcił się pracom nad autorskimi samochodami i silnikami. Gdy rozpoczynał swoje przedsięwzięcie w 1909 roku, Molsheim wraz z całą Alzacją należało do Cesarstwa Niemieckiego. Po I wojnie światowej na mocy Traktatu wersalskiego Alzacja-Lotaryngia weszły w skład III Republiki Francuskiej.
Bugatti w początkowych latach działalności rozwijało zarówno drogowe samochody sportowe, jak i konstrukcje przeznaczone stricte do poruszania się w wyścigach. Przełomowym momentem w historii firmy był wyścig Grand Prix Brescii w 1921 roku, kiedy to bolidy Bugatti zapewniły zwycięstwo zajmując 4 pierwsze miejsca. Kolejnym ważnym momentem w historii firmy była seria zwycięstw w wyścigach samochodowych zapoczątkowana przy pomocy bolidu T35 w 1925 roku, które przez resztę dekady zdobywały co roku tytuły. Oprócz konstrukcji wyścigowych, Bugatti na przełomie lat 20. i 30. XX wieku koncentrowało się także na budowie samochodów luksusowych – ważnym momentem była prezentacja wyróżniającej się limuzyny Royale w 1927 roku.

### Okres powojenny
Po wybuchu II wojny światowej w 1939 roku Bugatti przerwało produkcję samochodów. Po wojnie prace Ettore Bugatti nad kolejnym modelem przerwała jego śmierć w 1947 r. Fabrykę przejął jego najmłodszy syn, Roland Bugatti, który na początku lat 50. XX wieku, przy zaangażowaniu włoskich konstruktorów doprowadził do wprowadzenia na rynek luksusowej limuzyny Type 101. Na rynek trafiło mniej niż 10 sztuk. W kolejnych latach firma Bugatti pracowała jeszcze nad lekkim samochodem sportowym Bugatti Type 252, który nie wykroczył poza fazę prototypu i było ostatnią konstrukcją przedsiębiorstwa pod dyrekcją Ronalda Bugatti. W 1963 roku firma Bugatti została kupiona i włączona w strukturę hiszpańskiego przedsiębiorstwa lotniczego i luksusowych samochodów, Hispano-Suiza.

## Modele samochodów

### Historyczne
- Type 18 (1912–1914)
- Type 23 (1913–1914)
- Type 30 (1922–1934)
- Royale (1927–1933)
- Type 50 (1929–1939)
- Type 55 (1932–1935)
- Type 57 (1934–1940)
- Type 101 (1951–1956)

### Wyścigowe
- Type 13 (1910–1914)
- Type 29 (1922–1926)
- Type 35 (1924–1930)
- Type 52 (1927–1930)
- Type 57G (1936–1939)
- Type 50B (1937–1939)
- Type 53 (1931–1936)
- Type 51 (1931–1936)
- Type 251 (1955–1956)

### Studyjne
- Bugatti Type 2 (1901)
- Bugatti Type 5 (1903)
- Bugatti Type 10 (1908)
- Bugatti Type 32 (1923)
- Bugatti Type 36 (1925)
- Bugatti Type 45 (1929)
- Bugatti Type 56 (1931)
- Bugatti Type 64 (1939)
- Bugatti Type 73C (1943)
- Bugatti Type 252 (1957)